# Atletismo nos Jogos Olímpicos de Verão de 2012 - 800 m feminino
A competição dos 800 metros feminino nos Jogos Olímpicos de Verão de 2012 aconteceu entre os dias 8 e 11 de agosto no Estádio Olímpico de Londres.
Então campeã mundial da prova, a russa Mariya Savinova originalmente conquistou a medalha de ouro com o tempo de 1m56s19, superando a campeã mundial de 2009 Caster Semenya, da África do Sul, que marcou 1m57s23.
No entanto, em 10 de fevereiro de 2017 o Tribunal Arbitral do Esporte (TAS) aplicou um banimento retroativo de quatro anos a Savinova, ocasionando a sua desclassificação dos Jogos e a perda da medalha de ouro. Semenya foi elevada ao primeiro lugar e a russa Ekaterina Poistogova para a segunda posição. A medalha de bronze foi realocada a queniana Pamela Jelimo. Em abril de 2024, Poistogova foi banida pela Federação Russa de Atletismo por infrações em 2012 e 2013, anulando seus resultados, incluindo a final olímpica de 2012. Em 6 de junho de 2025, o TAS rejeitou a apelação de Poistogova e revogou sua medalha, promovendo Jelimo à prata e Alysia Montaño ao bronze.

## Calendário
Horário local (UTC+1).
| Data         | Horário | Fase            |
| ------------ | ------- | --------------- |
| 8 de agosto  | 11:35   | Primeira rodada |
| 9 de agosto  | 19:30   | Semifinais      |
| 11 de agosto | 20:00   | Final           |

## Medalhistas
| Ouro   | RSA Caster Semenya |
| Prata  | KEN Pamela Jelimo  |
| Bronze | USA Alysia Montaño |

## Recordes
Antes desta competição, os recordes mundiais e olímpicos da prova eram os seguintes:
| Tipo | Atleta                | Tempo   | Local   | Data                |
| ---- | --------------------- | ------- | ------- | ------------------- |
|      | Jarmila Kratochvílová | 1:53.28 | Munique | 26 de julho de 1983 |
|      | Nadezhda Olizarenko   | 1:53.43 | Moscou  | 27 de julho de 1980 |

## Primeira fase

### Bateria 1
| Pos. | Nome              | CON                | Tempo   | Notas           |
| ---- | ----------------- | ------------------ | ------- | --------------- |
| 1    | Alysia Montaño    | USA Estados Unidos | 2:00.47 | Q               |
| 2    | Caster Semenya    | RSA África do Sul  | 2:00.71 | Q               |
| 3    | Halima Hachlaf    | MAR Marrocos       | 2:00.99 | Q               |
| 4    | Rose Mary Almanza | CUB Cuba           | 2:01.19 | q               |
| 5    | Annabelle Lascar  | MRI Maurício       | 2:05.45 | Recorde pessoal |
| 6    | Elena Popescu     | MDA Moldávia       | 2:06.94 |                 |
| —    | Noura Elsayed     | EGY Egito          | —       | DNS             |

### Bateria 2
| Pos. | Nome            | CON                | Tempo   | Notas                |
| ---- | --------------- | ------------------ | ------- | -------------------- |
| 1    | Mariya Savinova | RUS Rússia         | 2:01.56 | Q                    |
| 2    | Alice Schmidt   | USA Estados Unidos | 2:01.65 | Q                    |
| 3    | Tintu Luka      | IND Índia          | 2:01.75 | Q                    |
| 4    | Malika Akkaoui  | MAR Marrocos       | 2:01.78 | q                    |
| 5    | Andrea Ferris   | PAN Panamá         | 2:05.59 |                      |
| 6    | Haley Nemra     | MHL Ilhas Marshall | 2:14.90 | Recorde da temporada |
| 7    | Merve Aydın     | TUR Turquia        | 3:24.35 |                      |

### Bateria 3
| Pos. | Nome               | CON         | Tempo   | Notas            |
| ---- | ------------------ | ----------- | ------- | ---------------- |
| 1    | Francine Niyonsaba | BDI Burundi | 2:07.57 | Q                |
| 2    | Jessica Smith      | CAN Canadá  | 2:07.75 | Q                |
| 3    | Genzeb Shumi       | BRN Bahrein | 2:07.77 | Q                |
| 4    | Amina Bakhit       | SUD Sudão   | 2:09.78 |                  |
| 5    | Amy Atkinson       | GUM Guam    | 2:18.53 | Recorde nacional |
| —    | Liliya Lobanova    | UKR Ucrânia | —       | DNS              |
| —    | Fantu Magiso       | ETH Etiópia | —       | DNS              |
| —    | Kenia Sinclair     | JAM Jamaica | —       | DNS              |

### Bateria 4
| Pos. | Nome             | CON                | Tempo   | Notas           |
| ---- | ---------------- | ------------------ | ------- | --------------- |
| 1    | Pamela Jelimo    | KEN Quênia         | 2:00.54 | Q               |
| 2    | Lynsey Sharp     | GBR Grã-Bretanha   | 2:01.41 | Q               |
| 3    | Eleni Filandra   | GRE Grécia         | 2:02.29 | Q               |
| 4    | Geena Gall       | USA Estados Unidos | 2:03.85 | q               |
| 5    | Cavela Felismina | ANG Angola         | 2:10.95 | Recorde pessoal |
| 6    | Rabia Ashiq      | PAK Paquistão      | 2:17.39 |                 |
| —    | Yuliya Krevsun   | UKR Ucrânia        | —       | DNF             |

### Bateria 5
| Pos. | Nome              | CON                 | Tempo   | Notas            |
| ---- | ----------------- | ------------------- | ------- | ---------------- |
| 1    | Nataliia Lupu     | UKR Ucrânia         | 2:08.35 | Q                |
| 2    | Elena Arzhakova   | RUS Rússia          | 2:08.39 | Q                |
| 3    | Cherono Koech     | KEN Quênia          | 2:08.43 | Q                |
| 4    | Maryna Arzamasava | BLR Bielorrússia    | 2:08.45 |                  |
| 5    | Lenka Masna       | CZE República Checa | 2:08.68 |                  |
| 6    | Melissa Bishop    | CAN Canadá          | 2:09.33 |                  |
| 7    | Aicha Fall        | MTN Mauritânia      | 2:27.97 | Recorde nacional |
| 8    | Woroud Sawalha    | PLE Palestina       | 2:29.16 | Recorde pessoal  |

### Bateria 6
| Pos. | Nome                  | CON                           | Tempo   | Notas            |
| ---- | --------------------- | ----------------------------- | ------- | ---------------- |
| 1    | Janeth Jepkosgei      | KEN Quênia                    | 2:01.04 | Q                |
| 2    | Ekaterina Poistogova  | RUS Rússia                    | 2:01.08 | Q                |
| 3    | Rosibel García        | COL Colômbia                  | 2:01.30 | Q                |
| 4    | Elena Mirela Lavric   | ROU Romênia                   | 2:01.65 | q                |
| 5    | Margarita Matsko      | KAZ Cazaquistão               | 2:02.12 | q                |
| 6    | Neisha Bernard-Thomas | GRN Granada                   | 2:03.23 | q                |
| 7    | Elisabeth Mandaba     | CAF República Centro-Africana | 2:12.56 |                  |
| 8    | Sarah Attar           | KSA Arábia Saudita            | 2:44.95 | Recorde nacional |

## Semifinais

### Bateria 1
| Pos. | Nome                 | CON                | Tempo   | Notas                |
| ---- | -------------------- | ------------------ | ------- | -------------------- |
| 1    | Pamela Jelimo        | KEN Quênia         | 1:59.42 | Q                    |
| 2    | Ekaterina Poistogova | RUS Rússia         | 1:59.45 | Q                    |
| 3    | Rosibel García       | COL Colômbia       | 2:00.16 | Recorde da temporada |
| 4    | Alice Schmidt        | USA Estados Unidos | 2:01.63 |                      |
| 5    | Nataliia Lupu        | UKR Ucrânia        | 2:01.63 |                      |
| 6    | Rose Mary Almanza    | CUB Cuba           | 2:01.70 |                      |
| 7    | Lynsey Sharp         | GBR Grã-Bretanha   | 2:01.78 |                      |
| 8    | Eleni Filandra       | GRE Grécia         | 2:04.42 |                      |

### Bateria 2
| Pos. | Nome                  | CON                | Tempo   | Notas                |
| ---- | --------------------- | ------------------ | ------- | -------------------- |
| 1    | Caster Semenya        | RSA África do Sul  | 1:57.67 | Q                    |
| 2    | Elena Arzhakova       | RUS Rússia         | 1:58.13 | Q                    |
| 3    | Janeth Jepkosgei      | KEN Quênia         | 1:58.26 | q                    |
| 4    | Alysia Montaño        | USA Estados Unidos | 1:58.42 | q                    |
| 5    | Halima Hachlaf        | MAR Marrocos       | 1:58.84 | Recorde da temporada |
| 6    | Tintu Luka            | IND Índia          | 1:59.69 | Recorde da temporada |
| 7    | Elena Mirela Lavric   | ROU Romênia        | 2:00.46 |                      |
| 8    | Neisha Bernard-Thomas | GRN Granada        | 2:00.68 | Recorde da temporada |

### Bateria 3
| Pos. | Nome               | CON                | Tempo   | Notas                |
| ---- | ------------------ | ------------------ | ------- | -------------------- |
| 1    | Mariya Savinova    | RUS Rússia         | 1:58.57 | Q                    |
| 2    | Francine Niyonsaba | BDI Burundi        | 1:58.67 | Q,                   |
| 3    | Margarita Matsko   | KAZ Cazaquistão    | 1:59.20 | Recorde pessoal      |
| 4    | Malika Akkaoui     | MAR Marrocos       | 2:00.32 |                      |
| 5    | Cherono Koech      | KEN Quênia         | 2:00.53 | Recorde da temporada |
| 6    | Genzeb Shumi       | BRN Bahrein        | 2:01.76 |                      |
| 7    | Jessica Smith      | CAN Canadá         | 2:01.90 |                      |
| 8    | Geena Gall         | USA Estados Unidos | 2:05.76 |                      |

## Final

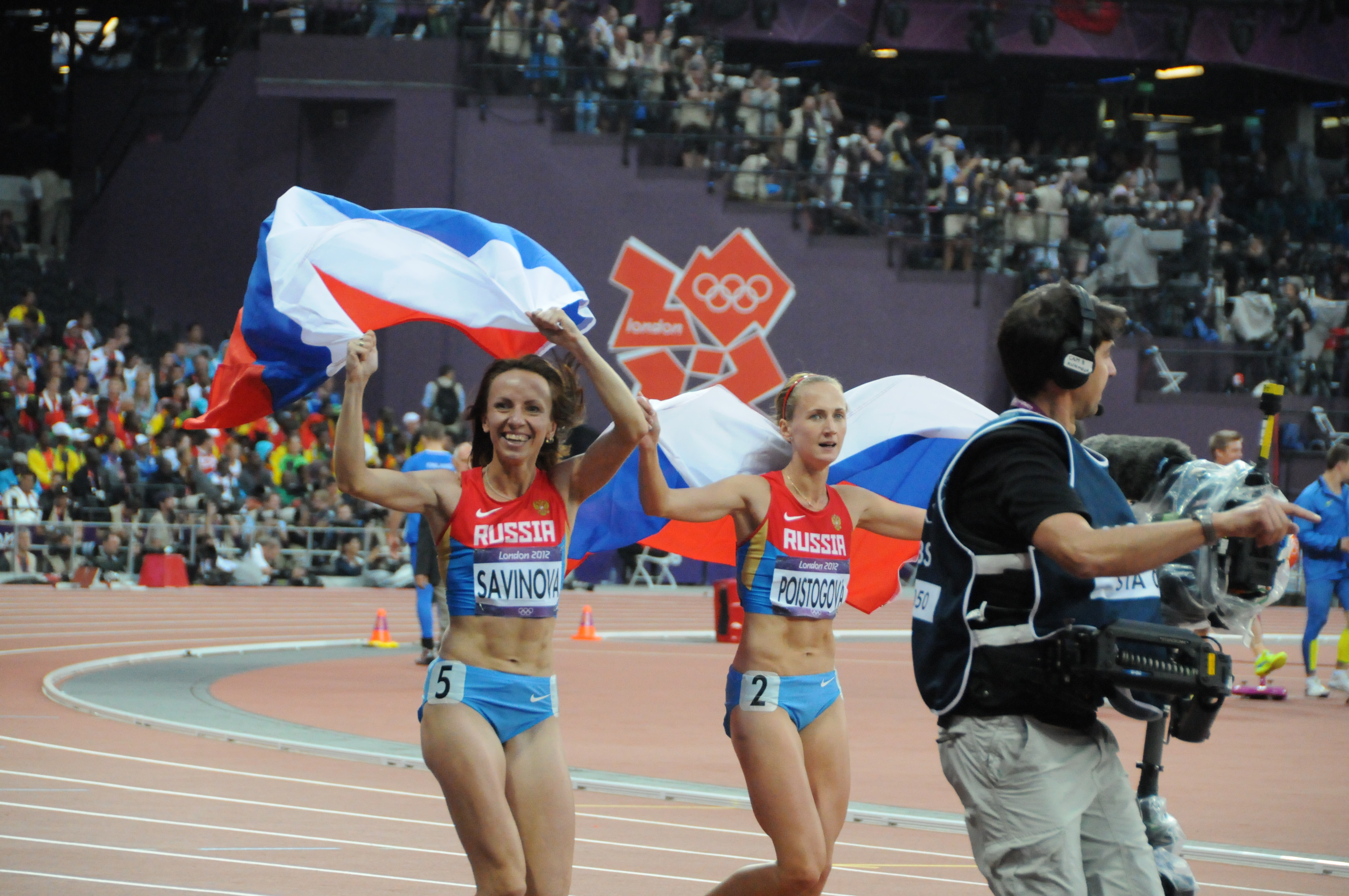
Mariya Savinova e Ekaterina Poistogova celebram seus resultados após a final. Ambas foram posteriormente desclassificadas.

| Pos.              | Raia | Nome                 | CON                | Tempo   | Notas                |
| ----------------- | ---- | -------------------- | ------------------ | ------- | -------------------- |
| Medalha de ouro   | 7    | Caster Semenya       | RSA África do Sul  | 1:57.23 | Recorde da temporada |
| Medalha de prata  | 6    | Pamela Jelimo        | KEN Quênia         | 1:57.59 |                      |
| Medalha de bronze | 4    | Alysia Montaño       | USA Estados Unidos | 1:57.93 |                      |
| 4                 | 3    | Francine Niyonsaba   | BDI Burundi        | 1:59.63 |                      |
| 5                 | 8    | Janeth Jepkosgei     | KEN Quênia         | 2:00.19 |                      |
| DSQ               | 5    | Mariya Savinova      | RUS Rússia         | 1:56.19 | SB                   |
| DSQ               | 2    | Ekaterina Poistogova | RUS Rússia         | 1:57.53 | PB                   |
| DSQ               | 9    | Elena Arzhakova      | RUS Rússia         | 1:59.21 |                      |

Legenda
| Recorde mundial      | Recorde mundial (World record)               |                       | Recorde africano                      | Recorde africano (African) |                                           | Q | Classificado por posição (Qualified) |
| Recorde olímpico     | Recorde olímpico (Olympic record)            | Recorde da América    | Recorde da América (Americas)         | q                          | Classificado por melhor tempo (Qualified) |   |                                      |
| Melhor marca do ano  | Melhor marca do ano (World leading)          | Recorde asiático      | Recorde asiático (Asian)              | DNS                        | Não largou (Did not start)                |   |                                      |
| Recorde nacional     | Recorde nacional (National record)           | Recorde europeu       | Recorde europeu (European)            | DNF                        | Não terminou (Did not finish)             |   |                                      |
| Recorde pessoal      | Recorde pessoal do atleta (Personal best)    | Recorde da Oceania    | Recorde da Oceania (Oceania)          | DSQ / DQ                   | Desclassificado (Disqualified)            |   |                                      |
| Recorde da temporada | Recorde da temporada do atleta (Season best) | Recorde sul-americano | Recorde sul-americano (South America) | NM                         | Sem marca (No mark)                       |   |                                      |